# Ján Kadár
Ján Kadár (Budapest, 1º aprile 1918 – Los Angeles, 1º giugno 1979) è stato un regista slovacco, uno dei fondatori del movimento della Nová vlna.
Lavorò in Slovacchia, Repubblica Ceca, Stati Uniti d'America e Canada. La maggior parte dei suoi film sono diretti in tandem con il regista ceco Elmar Klos. Il duo divenne famoso per la vittoria dell'Oscar al miglior film straniero nel 1966 con il film Il negozio al corso (Obchod na korze 1965). Come professore della facoltà di cinema e televisione dell'Accademia di Arte delle Muse di Praga, Kadár contribuì alla formazione di molti registi del movimento della Nová vlna.

## Biografia
Nacque a Budapest, ma fin dalla sua primissima infanzia i genitori si stabilirono nella città slovacca di Rožňava. Dopo il liceo si iscrisse alla facoltà di giurisprudenza dell'Università Comenio di Bratislava, ma già nel 1938 si trasferì al dipartimento di cinematografia della Scuola di arti applicate di Bratislava, una delle prime scuole di cinema in Europa, ove studiò sotto la guida del regista slovacco Karel Plicka fino alla chiusura del dipartimento nel 1939. Per effetto del primo arbitrato di Vienna la sua città natale passò all'Ungheria e a causa delle leggi razziali fu detenuto in un campo di lavoro. Successivamente Kadár disse che fu questa la prima occasione in cui si comportò da ebreo, rifiutando la conversione ed essendo perciò costretto a portare al braccio una fascia gialla, al posto della fascia bianca riservata ai battezzati.

## L'opera
Ján Kadár incominciò la sua carriera di regista a Bratislava, dopo la Seconda guerra mondiale con il documentario Na troskách vyrastá život (La vita sta spuntando dalle rovine, 1945). Dopo parecchi documentari che abbracciavano il punto di vista del Partito Comunista di Cecoslovacchia al quale Kadár aveva aderito, nel 1947 si trasferì a Praga e tornò a Bratislava temporaneamente per girare il suo primo lungometraggio Katka (1950). A partire dal 1952, condiresse tutti i suoi film cecoslovacchi con Elmar Klos esclusivamente a Praga, eccezion fatta per i progetti cecoslovacchi Smrť sa volá Engelchen/Smrt si říká Engelchen (La morte si chiama Engelchen, 1963), Obchod na korze (Il negozio al corso, 1965) e Touha zvaná Anada/Túžba zvaná Anada/Valamit visz a víz (Nuda dal fiume, 1969) girato con attori cechi, slovacchi e ungheresi a Rusovce, in Slovacchia. Per terminare il film Kadár ritornò dagli Stati Uniti d'America, ove era immigrato nel novembre del 1968. Fu questo il suo ultimo lavoro con Klos. Da allora riprese la sua carriera negli Stati Uniti d'America e in Canada, sia con il cinema sia con la televisione. Fu anche professore di regia al Center for Advanced Film Studies dell'American Film Institute.

### Anni cinquanta
Ján Kadár ed Elmar Klos abbracciarono la dottrina marxista-leninista e aderirono al filone artistico del realismo socialista, rimbalzando fra i generi della commedia e della vera e propria propaganda politica. Il primo lungometraggio di Kadár, Katka (1950) realizzato prima del sodalizio con Klos presenta poche differenze rispetto ai film successivi. La loro scelta tematica si inizia a mutare con il primo, lieve ammorbidimento del comunismo cecoslovacco in seguito al discorso Sul culto della personalità e sulle sue conseguenze pronunciato da Chruščëv nel 1956. Il primo film di Kadár e Klos in questo periodo Tři přání ("Tre desideri", 1958), una satira pungente su aspetti della vita quotidiana, offese le autorità e fu archiviato fino al 1963. Gli studi cinematografici sospesero entrambi i registi per due anni. La loro tessera del Partito comunista risparmiò loro un destino peggiore e Kadár riuscì a trovare rifugio nel lavoro semi-propagandistico e tecnicamente all'avanguardia per i primi spettacoli cecoslovacchi multischermo del progetto Laterna magika.

### Anni sessanta
Il primo lungometraggio che Ján Kadár ed Elmar Klos riuscirono a girare dopo cinque anni mostra un deciso ritorno al bianco e nero con appena una traccia del lavoro sperimentale di Kadár alla Laterna magika. Un graduale ammorbidimento del controllo comunista in Cecoslovacchia, i cui primi segnali si ebbero in Slovacchia, permise al giornalista e scrittore di Bratislava Ladislav Mňačko di pubblicare il romanzo Smrť sa volá Engelchen ("La morte si chiama Engelchen", 1959). Il romanzo e la sua trasposizione cinematografica nella pellicola omonima presentavano un nuovo punto di vista sull'Insurrezione nazionale slovacca del 1944 che fino ad allora era stata ritratta solo come invariabilmente gloriosa. Le opere misero invece in luce alcuni aspetti della tragedia umana. Il successivo film dei due registi, Obžalovaný ("L'accusato", 1964), riecheggia le strutture propagandistiche del realismo socialista, ma ne ribalta i contenuti rivolgendosi alla critica della società, che divenne uno dei capisaldi del cinema cecoslovacco degli anni sessanta.
Tutte queste esperienze e influenze si intrecciarono e fruttarono ia Kadár e Klos il loro definitivo successo con Il negozio al corso (Obchod na korze 1965) una descrizione compassionevole e tormentata del vicolo cieco in cui l'Europa centrale si era ritrovata durante la Seconda guerra mondiale: le deportazioni degli ebrei nei campi di concentramento nazisti. Il film ricevette numerosi premi, fra cui l'Oscar al miglior film straniero. I critici e gli studiosi cechi e slovacchi lo considerano ancora il miglior film nella storia del cinema slovacco e del cinema ceco.
Kadár e Klos si dedicarono quindi alla trasposizione cinematografica del romanzo ungherese Valamit visz a víz (1928) di Lajos Zilahy, da cui era stato già tratto un film nel 1943. Il progetto fu interrotto con l'invasione sovietica che pose fine della Primavera di Praga nell'agosto del 1968. Ján Kadár e la sua famiglia emigrarono rapidamente negli Stati Uniti d'America e sebbene lui dovesse tornare per breve tempo in patria per completare il film Touha zvaná Anada/Túžba zvaná Anada (1969), il suo coinvolgimento fu minore rispetto ai film precedenti girati con Klos. Fu questa l'ultima volta che i due registi si incontrarono.
Nel 1968 lo stato gli conferì il titolo di Artista nazionale, ma in seguito all'emigrazione il titolo gli fu revocato.

### Anni settanta
Il primo film americano di Ján Kadár e il primo lungometraggio che diresse da solo dal 1950 fu The Angel Levine (L'angelo Levine, 1970), una versione modificata dell'omonimo racconto scritto da Bernard Malamud nel 1958. In seguito girò in Canada Lies My Father Told Me (Le bugie che mi ha detto mio padre)

## Filmografia
- Na troskách vyrastá zivot (1945)
- Sú osobne zodpovední za zločiny proti ľudskosti (1946)
- Sú osobne zodpovední za zradu na národnom povstaní (1946)
- Katka (1950)
- Únos, co-regia di Elmar Klos (1953)
- Hudba z Marsu, co-regia di Elmar Klos (1954)
- Mladé dny, co-regia di Bohumil Brejcha, Martin Frič, Elmar Klos, Ivo Novák, Jindrich Pus (1956)
- Spartakiáda
- Tam na konecne (o Dům na konečné), co-regia di Elmar Klos (1957)
- Tri prání, co-regia di Elmar Klos (1958)
- Laterna magika II
- La battaglia di Engelchen (Smrt si říká Engelchen/Smrť sa volá Engelchen) (1963)
- L'accusato  (Obžalovaný) (1964)
- Il negozio al corso  (Obchod na korze) (1965)
- The Angel Levine (1970)
- Nuda dal fiume (Touha zvaná Anada, Túžba zvaná Anada o Valamit visz a víz), co-regia di Elmar Klos (1970)
- The Case against Milligan episodio della serie tv The American Parade (1975)
- Lies My Father Told Me (1975)
- The Blue Hotel (1977)
- The Other Side of Hell (1978)
- La strada della libertà (Freedom Road) (1979)